# Webb-Subglazialgraben
Der Webb-Subglazialgraben ist eine durch Gletschereis vollständig überdeckte Senke im ostantarktischen Georg-V.-Land. Der Graben liegt westlich des Southern-Cross-Subglazialhochlands im nordwestlichen Teil des Wilkes-Subglazialbeckens.
Seine Ausdehnung wurde mittels Sonarortung im Rahmen eines gemeinsamen Programms des Scott Polar Research Institute, der National Science Foundation und Dänemarks Technischer Universität zwischen 1967 und 1979 ermittelt. Namensgeber ist Eric Norman Webb (1889–1984), Geomagnetiker bei der Australasiatischen Antarktisexpedition (1911–1914) des australischen Polarforschers Douglas Mawson.